# Мелецький повіт
Мелецький повіт (пол. powiat mielecki) — один з 21 земських повітів Підкарпатського воєводства Польщі. Утворений 1 січня 1999 року внаслідок адміністративної реформи.

## Загальні дані
Повіт знаходиться у західній частині воєводства.
Адміністративний центр — місто Мелець.
Станом на 1.01.2008 населення становить 133 314 осіб, площа 880,03 км².

## Демографія
Демографічні дані повіту станом на 30.06.2006:
|       | Всього  | Всього | Жінки  | Жінки | Чоловіки | Чоловіки |
| ----- | ------- | ------ | ------ | ----- | -------- | -------- |
|       | осіб    | %      | осіб   | %     | осіб     | %        |
| Повіт | 135 518 | 100    | 69 868 | 50,7  | 65 650   | 49,3     |
| Міста | 62 443  | 100    | 33 042 | 51,5  | 31 110   | 48,5     |
| Села  | 73 075  | 100    | 34 445 | 49,9  | 34 540   | 50,1     |